# Sergio Rochet
Sergio Rochet, vollständiger Name Sergio Rochet Álvarez, (* 23. März 1993 in Nueva Palmira) ist ein uruguayischer Fußballtorhüter.

## Karriere

### Verein
Der 1,90 Meter große Torhüter Rochet stand in den Spielzeiten 2012/13 und 2013/14 im Kader des Erstligisten Danubio FC. In der Primera División kam er allerdings nicht zum Einsatz. Rochet verließ die Montevideaner nach dem Gewinn der Meisterschaft in der Saison 2013/14 und wechselte im Juli 2014 in die Niederlande zu AZ Alkmaar. In der Saison 2014/15 wurde er dort achtmal in der Eredivisie und einmal im KNVB-Pokal eingesetzt. Sein Verein belegte in der Eredivisie am Saisonende den 3. Tabellenplatz und qualifizierte sich für die Europa League. Während der folgenden Spielzeit 2015/16 lief er 23-mal in der Liga, zweimal im Pokal und fünfmal in der Europa League auf. In der Saison 2016/17 absolvierte er 20 Erstligaspiele, zehn Europa-League-Partien und zwei Pokalbegegnungen.
In der Sommertransferperiode 2017/18 wechselte er zum türkischen Erstligisten Sivasspor und zog nach zwei Spielzeiten zu Nacional Montevideo weiter.

### Nationalmannschaft
Rochet war Mitglied der uruguayischen U-20-Nationalmannschaft. Anfang Juli 2012 wurde er vom seinerzeitigen Trainer Juan Verzeri zu einem Trainingslehrgang der U-20 einberufen.
2021 wurde er in den A-Kader Uruguays berufen. Er nahm an zwei Spielen für Qualifikation zur Fußball-Weltmeisterschaft sowie fünf Spielen der Copa América 2021 teil. In allen Spielen saß er aber nur auf der Reservebank. Am 27. Januar 2022 absolvierte er sein erstes A-Länderspiel im WM-Qualifikationsspiel gegen Paraguay.

## Erfolge
- Uruguayischer Meister 2013/14 (mit Danubio FC ohne Einsatz), 2019 und 2020 (mit Nacional Montevideo)
- Uruguayischer Superpokalsieger 2021